# معسكر اللياقة البدنية
معسكر اللياقة البدنية هو نوع من البرامج التدريبية البدنية ضمن مجموعات، والتي أجريت من قبل النوادي والمدربين الشخصيين. هذه البرامج صممت لتبني القوة واللياقة من خلال التنوع بأنماط التمارين. أصبحت معسكرات اللياقة التمهيدية الداخلية والخارجية شائعة في الولايات المتحدة الأمريكية في أواخر التسعينات.
معسكرات اللياقة البدنية كدروس اللياقة الجماعية الخارجية ازدادت شعبيتها في عام 2000، ونشأت بشكل مستقل في أستراليا والولايات المتحدة والمملكة المتحدة وكندا. 

## التاريخ
وقد شدًّدت القوات العسكرية على اللياقة البدنية منذ العصور القديمة. في الولايات المتحدة، استخدمت التدريبات العسكرية و«معسكرات الإصلاح» لإعادة تأهيل المجرمين المدنيين والعسكريين منذ القرن التاسع عشر. يشير مصطلح «الخادم» إلى المجندين والقوات البحرية الأمريكية في الحرب الإسبانية الأمريكية (1898) الذين ارتدوا سراويل ضيقة تسمى «الأحذية». دُرب هؤلاء المجندين في معسكرات «الخدمة».
كتب من قبل «بيل أوربان»، (خطط تمارين سلاح الجو الملكي الكندي) التي نشرت في عام 1961 وكتب (القوات الجوية الأمريكية) الكولونيل «كينيث كوبر» «تمارين الاريروبيك» عام 1968 وإصدار السوق الشامل «الايروبيك الجديدة» عام 1979، ساعد على إطلاق ثقافة لياقة حديثة. في الولايات المتحدة، اُصدر شريط صوتي «تمارين المعسكر التدريبي» سُجل بواسطة مدرب تدريب فيلق مشاة البحرية في عام 1984. كانت ممارسة «تمارين المعسكرات» الداخلية في النوادي الصحية في جميع أنحاء الولايات المتحدة شائعة في عام 1998.
طُورت معسكرات اللياقة البدنية كدروس جماعية في الهواء الطلق بشكل مستقل في أستراليا في عام 1991 (معسكر كرة القدم الأصلي) والولايات المتحدة في تسعينيات القرن الماضي والمملكة المتحدة في عام 1999 (اللياقة العسكرية البريطانية) وكندا في عام 2001 (معسكر التدريب الأصلي). وأصبحت فصول اللياقة البدنية الجماعية في الهواء الطلق، مثل هذه، تزداد شعبية منذ ذلك الحين وأصبحت سوقًا تجاريًا متميزًا ضمن صناعة اللياقة البدنية.
في الولايات المتحدة، بُث المسلسل التلفزيوني «بوت كامب» في عام 2001. وفي المملكة المتحدة، بُث البرنامج التلفزيوني الواقعي «نادي المشاهير الرياضي» الذي يتضمن اللياقة البدنية على غرار المعسكرات، من 2002-2006. اُحضر المسلسل إلى الولايات المتحدة في عام 2005 باسم نادي «نادي المشاهير» الذي بُث حتى عام 2010.

## الشكل
يبدأ التدريب في معسكر التدريب في كثير من الأحيان بتمارين الإطالة والجري، متبوعًا بمجموعة متنوعة من التدريبات الفاصلة، بما في ذلك رفع الأثقال/الأجسام، والتدريب المعلق، وتمارين الضغط/تمارين المعدة، والثبات، وأنواع مختلفة من الروتين المكثف. تنتهي الجلسات عادة بتمديد اليوجا. تُستخدم العديد من التمارين الأخرى باستخدام أوزان أو وزن الجسم، على غرار روتين كروس فت، لفقدان دهون الجسم، وزيادة كفاءة القلب والأوعية الدموية، وزيادة القوة، ومساعدة الناس على الدخول في روتين من ممارسة التمارين الرياضية بانتظام. تقدم العديد من البرامج نصائح التغذية كذلك. يطلق عليه «معسكر التمهيد» لأنه يدرب مجموعات من الناس، قد تكون في الهواء الطلق، وقد تكون أو لا تكون مشابهة للتدريب الأساسي العسكري.
يُستخدم مصطلح «معسكر التدريب» حاليًا في صناعة اللياقة البدنية لوصف فصول اللياقة البدنية الجماعية التي تروّج لفقدان الدهون، والتخسيس، وجهود الفريق. وهي مصممة لدفع الناس أبعد قليلا من المعتاد، دفعهم لأنفسهم في صالة الألعاب الرياضية وحدها. أحيانًا تُنظم معسكرات التدريبات في الهواء الطلق في المنتزهات باستخدام تمارين الجسم مثل تمرينات الضغط، وتدريب القرفصاء، وتدريب العقلة، والمباريات، التي تتخللها ألعاب جريئة وتنافسية. والفكرة هي أن جميع المشاركين يعملون في وتيرة خاصة بهم وهم يتجمعون ويعملون باتجاه هدف واحد، إما في أزواج أو فرق صغيرة من ثلاثة أو أربعة، أو حتى فريقين متتاليين.
توفر معسكرات التدريب الدعم الاجتماعي لأولئك الذين يشاركون. هذا يوفر بيئة مختلفة للمارين الذين يشعرون بالملل في صالة الألعاب الرياضية، لذلك يجدون صعوبة في تطوير عادة ممارسة الرياضة. يكون المشاركون صداقات وتواصل اجتماعي أثناء ممارستهم التمارين، على الرغم من أن مدى دقة المدربين أو المعلمين المسؤولين يمكن أن يعتمد على الشركة التي تدير المعسكر. عادة ما يُختبر أعضاء معسكرات اللياقة البدنية من أجل اللياقة في اليوم الأول ثم يُعاد اختبارها في نهاية المخيم، والذي يستمر عادةً ما بين 4 إلى 6 أسابيع. 
وتستند معسكرات اللياقة البدنية في كثير من الأحيان إلى أسلوب التدريب العسكري، رغم أن ذلك قد بدأ يتغير خلال السنوات القليلة الماضية. من مزايا البرنامج التدريبي هو أن ديناميكية المجموعة الكبيرة ستساعد في كثير من الأحيان على تحفيز المشاركين. هناك اتجاه متزايد في معسكرات اللياقة البدنية في الأماكن المغلقة التي تثبت أنها دليل على المناخ وتوفر بيئة تجريب أفضل للأعضاء. بالإضافة إلى ذلك، تتضمن بعض المعسكرات أنشطة لياقة خارج المناهج خارج الموقع.
هناك العديد من المزايا الأخرى لمخيم اللياقة البدنية، والذي يتضمن الصحة العقلية. من المعروف منذ فترة طويلة أن التمارين الرياضية المنتظمة يمكن أن تساعد في تقليل ارتفاع ضغط الدم. جزء من هذا يرجع إلى إطلاق الإندورفين، والذي يعمل بمثابة محسن للمزاج.
توفر بعض «معسكرات التدريب الشمولي» التدريب الذهني اللازم للحفاظ على الدافع بعد مغادرة الناس للمخيم. غالباً ما تتكون معسكرات التدريب على اللياقة البدنية ذات الطابع الخاص من استخدام تدريب معين ينفذ إلى استبعاد الآخرين. «المطرقة الحديدية» هي الأداة المفضلة لمدربي اللياقة البدنية في المعسكرات المدارة من قبل مدربي «ار كي سي» ومعلمي «تي ار اكس» هم الأدوات المفضلة لمدربي «تي ار اكس». في كثير من الأحيان، تستخدم أدوات تدريب اللياقة البدنية في حصص ملاكمة الأكياس الثقيلة. تختلف الحصص التدريبية اختلافًا كبيرًا بين معسكرات اللياقة البدنية ومعلميها وفقًا لما يفضله المدرب واحتياجات المُتدريبن وأمثالهم.

## روابط اضافية
- "The Scientific Reason Boot Camp Workouts Are So Good For You". Time. April 2018.
- "Boot camp: Benefits, Intensity Level, and More". WebMD. May 2018. "Top 10 Fitness Boot
- "Top 10 Fitness Boot Camps around the world". Reuters. January 2013.